# Isamu Imoto
Pour les articles homonymes, voir Imoto.
Isamu Imoto (井本 勇, Imoto Isamu) est un homme politique japonais, né le 17 septembre 1925 à Karatsu et mort le 23 avril 2018.

## Biographie
Isamu Imoto est élu au poste de gouverneur de la préfecture de Saga en 1991.